# Werelddeel

De wereldkaart, verdeeld in 7 werelddelen

Een werelddeel is een politieke, culturele en historische onderverdeling van de wereld. Binnen de sociale geografie bestaat geen eenduidige definitie, maar de meeste werelddelen zijn zeer grote landmassa's, die politiek gezien tientallen landen en staten kunnen bevatten. Een kleinere landmassa van een werelddeel is een eiland. Omringende eilanden worden vaak ook tot het werelddeel gerekend.

## Indeling
Meestal wordt al het vasteland op aarde ingedeeld in zeven werelddelen. Dit zijn, in volgorde van grootte:
- Azië (ca. 43.608.000 km²)
- Afrika (ca. 30.335.000 km²)
- Noord-Amerika (ca. 25.349.000 km²)
- Zuid-Amerika (ca. 21.069.501 km²)
- Antarctica (ca. 13.661.000 km²)
- Europa (ca. 10.498.000 km²)
- Oceanië (ca. 9.306.337 km²)

De meeste van deze werelddelen zijn losliggende landmassa's. Tussen Noord- en Zuid-Amerika ligt een smalle landengte, net als tussen Afrika en Azië, maar de landmassa's aan weerszijden van de landengte zijn groot genoeg om als apart werelddeel te gelden. Voorheen werden Noord- en Zuid-Amerika wel als een enkel werelddeel beschouwd. 
Europa is een uitzondering, omdat het vastzit aan Azië. Europa wordt echter in de regel als apart werelddeel beschouwd omdat het een sterk van Azië afwijkende geschiedenis en cultuur heeft. Soms worden Azië en Europa samengevat onder de naam Eurazië.

## Werelddeel vs. continent

De wereldkaart, op verschillende manieren verdeeld in 4 t/m 7 continenten

Hoewel in het Engels hetzelfde (continent), wordt in het Nederlands soms onderscheid gemaakt tussen werelddeel en continent. 
Het begrip continent heeft dan een puur geologische betekenis, in tegenstelling tot het begrip werelddeel. Continenten zijn delen van de aardkorst met een relatief grote dikte en lage dichtheid, terwijl een werelddeel een deel van de wereld met een eigen cultuur en geschiedenis is. Er kan een verschil zijn tussen beide. Bepaalde eilanden kunnen strikt genomen niet tot één continent behoren, maar wel tot hetzelfde werelddeel gerekend worden. Zo wordt Groenland soms, om politieke redenen, tot Europa gerekend, hoewel het geologisch gezien deel uitmaakt van Noord-Amerika. Ook IJsland, dat in wezen tot geen enkel continent behoort, rekent men tot Europa.
Een werelddeel is inclusief alle eilanden en een continent is een aaneengesloten landmassa zonder eilanden.
Tot een continent behoort bovendien naast de landmassa ook het continentale plat. Dit wordt meestal niet tot het werelddeel gerekend.